# (73554) 2124 P-L
(73554) 2124 P-L – planetoida z pasa głównego asteroid okrążająca Słońce w ciągu 5,37 lat w średniej odległości 3,06 j.a. Odkryta 24 września 1960 roku.